# MeltingScreen
MeltingScreen ("Email-Worm.Win32.MeltingScreen") è  un virus worm informatico che modifica lo schermo del computer della vittima, "sciogliendolo".
Si riceve per E-Mail ed appare come uno screensaver.

## Metodo di funzionamento
Una volta aperto il file, viene visualizzata una finestra, con un finto messaggio d'errore. Successivamente il virus rinomina e trasforma le estensioni dei files contenuti nella cartella C:/WINDOWS. Tutte le applicazioni contenute nella cartella vengono quindi rese inaccessibili. Una volta provati un certo numero di applicativi, il PC ritorna a funzionare per qualche minuto, per poi visualizzare un effetto sul monitor di "scioglimento" (melt). In quest'ultima situazione il PC è bloccato e l'utente non può intervenire, se non aprendo il task manager e fermando il processo. D'ora in poi, però, qualsiasi cosa verrà aperta, essa visualizzerà un messaggio d'errore e successivamente l'effetto di "scioglimento" dello schermo. Se l'utente prova a spegnere il PC, quest'ultimo crasha con la BSOD, e al riavvio lo schermo si "scioglierà". Questo accadrà all'infinito, senza la possibilità di aprire il task manager. Il computer della vittima è quindi reso inutilizzabile.